# Ineke Tigelaar
Willemina Hendrika Tigelaar dite Ineke Tigelaar, née le 9 octobre 1945 à Hilversum, est une nageuse néerlandaise.

## Biographie
Ineke Tigelaar remporte quatre médailles aux championnats d'Europe de natation 1962 à Leipzig : une en or en relais 4 × 100 mètres nage libre, deux en argent en relais 4 × 100 mètres quatre nages et en 400 mètres nage libre, et une en bronze en 100 mètres nage libre.
Aux Jeux olympiques d'été de 1964 à Tokyo, elle est éliminée en séries de qualification du 400 mètres nage libre.

## Palmarès

### Championnats d'Europe
- Championnats d'Europe 1962 à Leipzig (RDA)
  -  Médaille d'or du relais 4 × 100 m nage libre
  -  Médaille d'argent du relais 4 × 100 m 4 nages
  -  Médaille d'argent du 400 m nage libre
  -  Médaille de bronze du 100 m nage libre